# 나리타 국제공항 폭탄 테러
나리타 국제공항 폭탄 테러(영어: Narita International Airport Bombing, 일본어: 成田空港手荷物爆発事件)는 1985년 6월 23일 일본 나리타 국제공항 수하물 서비스센터에서 화물이 폭발한 사건으로 화물 담당자 2명이 사망하고 4명이 부상을 입었다.

## 사건 개요
본래 에어 인디아 182편 폭파 사건을 기획한 시크교 과격 단체에서 에어 인디아 301편을 폭파하기 위해 기획했으나 범인의 진술에 따르면 서머 타임을 실시하는 캐나다와 서머 타임을 실시하지 않는 일본의 시차를 계산하는데 오류가 발생해 예상한 시간보다 폭탄이 1시간 일찍 공항에서 터졌다.